# Pīr Solţān
Pīr Solţān (persiska: پیر سلطان) är en ort i Iran.   Den ligger i provinsen Östazarbaijan, i den nordvästra delen av landet, 500 km nordväst om huvudstaden Teheran. Pīr Solţān ligger 2 054 meter över havet och antalet invånare är 459.
Terrängen runt Pīr Solţān är kuperad. Runt Pīr Solţān är det ganska glesbefolkat, med 43 invånare per kvadratkilometer. Närmaste större samhälle är Bostānābād, 17,8 km nordväst om Pīr Solţān. Trakten runt Pīr Solţān består i huvudsak av gräsmarker.